# На краю света
«На краю света» — рассказ Николая Семёновича Лескова. Рассказ написан в 1875 году. Впервые напечатан под названием «На краю света. Рождественский рассказ» в еженедельной литературной газете «Гражданин» (1875, от 28 декабря, и 1876, от 5, 12, 18, 25 января и 8 февраля). В том же году был издан отдельной книгой в типографии кн. В. Оболенского. Сохранилась ранняя рукописная редакция повести под названием «Темняк».

## Сюжет
Рассказчик излагает историю рассказанную престарелым архиепископом, в молодые годы осуществлявшим миссионерскую деятельность в Сибири. Решившись на необычайно рискованное, но необходимое «путешествие», оказавшись на краю гибели, владыка спасен некрещенным проводником — инородцем, который казался ему всего лишь «темняком». Потрясенный чудом собственного спасения, которое творит «дикарь», отчаявшийся было епископ, переживает высокое состояние катарсиса, очистительного нравственного перелома. В итоге своего «опыта», много чего повидавший и изведавший епископ приходит к той правде, которую в начале его повествования открывает ему его скромный учитель, отец Кириак, к тому что ему следует принять своего спасителя язычника таким, каков он есть, любить его как брата, пусть ограниченного в части своих религиозных взглядов, но понимающего главный божеский закон — закон жертвенной любви .

## Прототипы героев рассказа
По утверждению Н. С. Лескова, в основе сюжета «На краю света» лежит подлинный случай из миссионерской деятельности в Сибири ярославского архиепископа Нила, рассказанный ему известным предпринимателем и меценатом В. А. Кокоревым. В рассказе «Владычный суд» вышедшем в печати в 1877 году, Лесков пишет:
Я не вижу более надобности скрывать, что архиерей, из воспоминаний которого составлен этот рассказ, есть не кто иной, как недавно скончавшийся архиепископ Ярославский, высокопреосвященный Нил, который сам рассказывал это бывшее с ним происшествие поныне здравствующему и живущему здесь в Петербурге почтенному и всякого доверия достойному лицу В. А. Кокореву. В. А. Кокорев сообщил этот случай мне...Н.С. Лесков, Владычный суд гл. I
Вместе с тем, на основании имеющихся сведений о личности и обстоятельствах служения архиепископа Нила, выдвигаются иные версии имён прототипов главного героя; образ архиерея определяется как собирательный, а не биографически конкретный. Наиболее близким к образу сибирского миссионера, созданному Н. С. Лесковым считают священника Дмитрия Васильевича Хитрова, впоследствии Якутского епископа Дионисия (Хитрова). Прототипом о. Кириака предлагают считать протоиерея Никиту Запольского, товарища Дмитрия Хитрова по миссионерской деятельности в Якутии. Владыка Нил, читавший путевые журналы своих походных священников, мог знать об описанном в рассказе случае и пересказать его Кокореву.

## Оценки
В «Яснополянских записках» Д. П. Маковицкого имеется свидетельство, что Л. Н. Толстой говорил о рассказе Лескова: 
На краю света» – очень хорошо. У тунгуза показана простая, искренняя вера и поступки, соответствующие ей, а у архиерея – искусственная»Маковицкий Д.П., Яснополянские записки. 1904-1910 годы

У церковных критиков достоверность лесковских «картинок с натуры» вызывала большие сомнения. Пермский протоиерей Е. А. Попов указывал на то, что писатель никогда не бывал в Перми и большая часть изображённого им — это «сказки, пересказываемые со слуха или со слов других».

В работе С. В Мельниковой    приводится оценка достоверности приведенных в рассказе описаний, появившаяся в «Иркутских епархиальных ведомостях»:
…Как ни прямо и решительно указание г. Лескова на недавно почившего архиепископа Нила как героя рассказа, все, знавшие покойного, положительно скажут, что во всём рассказе нет ни одной черты сколько-нибудь на него похожей. Преосвященный Нил, в противоположность тому, что рассказывается о нём, когда служил в Сибири, слишком высоко смотрел на своё положение, и мы не знаем ни одного архиерея, который бы окружал себя такой толпою, как он, особенно во время своих редких поездок по епархииИркутские епархиальные ведомости, 1877